# György Festetics de Tolna
György (Jiří) hrabě Festetics de Tolna (maďarsky Tolnai gróf Festetics György, německy Georg Graf Festetics von Tolna) (23. dubna 1815 Vídeň – 12. února 1883 Vídeň) byl uherský šlechtic, politik a velkostatkář. Po službě v rakouské armádě žil v soukromí a věnoval se správě rodového dědictví. Po rakousko-uherském vyrovnání byl ministrem uherské vlády (1867–1871) a nakonec nejvyšším hofmistrem Uherského království. Patřil k největším pozemkovým vlastníkům v Uhrách s několika honosnými zámky, ve druhé polovině 19. století nechal postavit dva paláce ve Vídni a Budapešti. Jeho syn Tassilo (1850–1933) završil rodovou kariéru získáním knížecího titulu (1911).

## Životopis

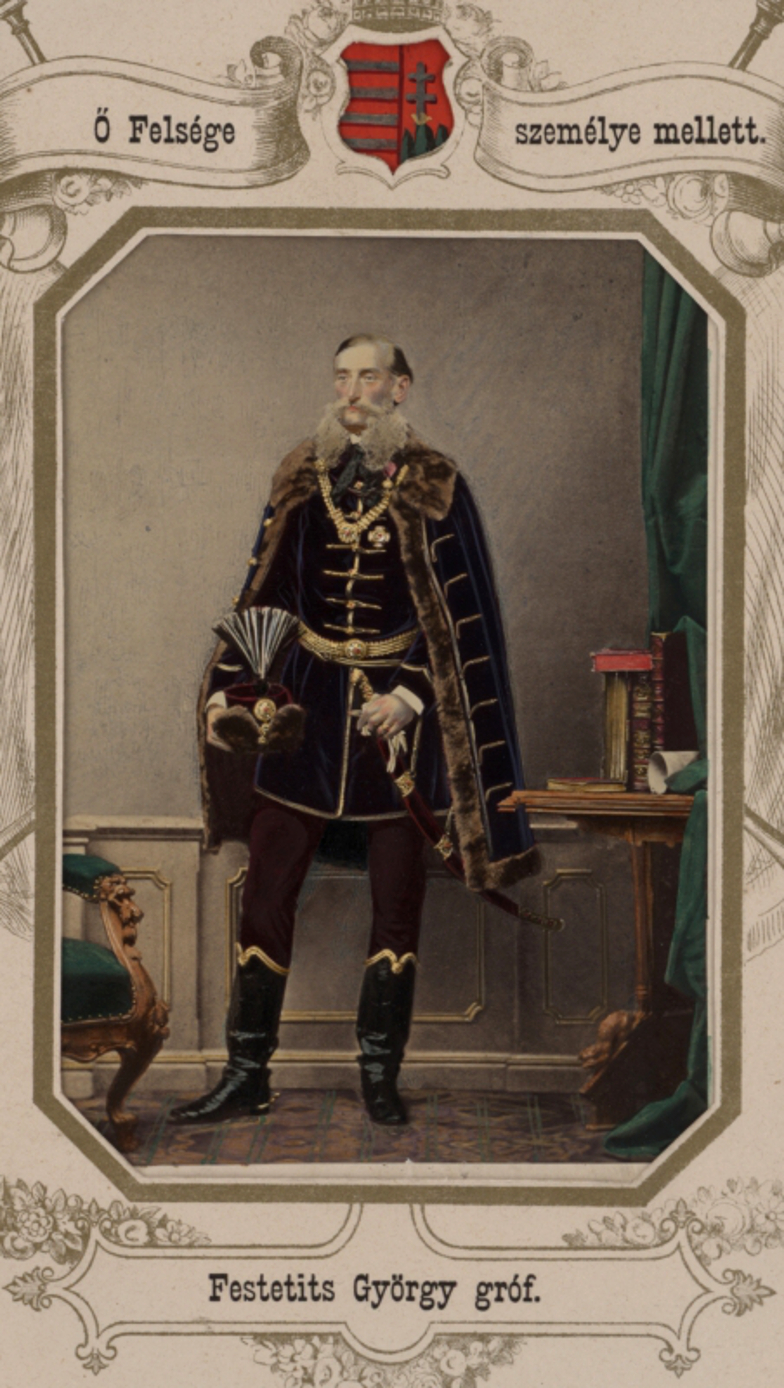
György Festetics (1867)

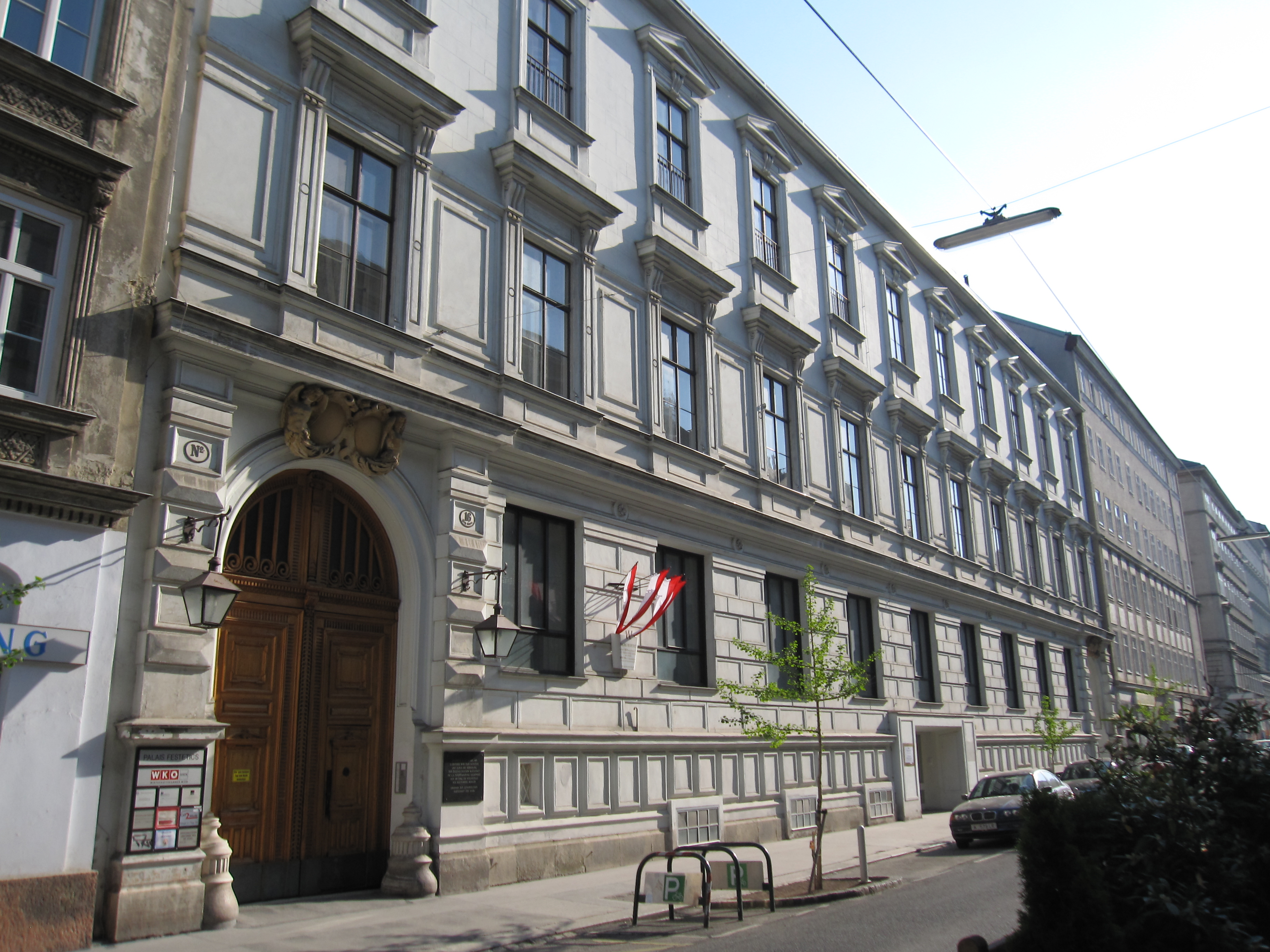
Palác Festeticsů ve Vídni

Pocházel ze staré uherské šlechtické rodiny Festeticsů s kořeny v Chorvatsku, narodil se ve Vídni jako mladší syn hraběte Lászla Festeticse (1785–1846) a jeho manželky Josefíny, rozené princezny z Hohenzollern-Hechingenu (1790–1856). Základní vzdělání získal v Keszthely a Szombathely v blízkosti hlavních rodových sídel, nakonec vystudoval práva v Prešpurku. Poté sloužil v armádě, kterou opustil v roce 1849 v hodnosti podplukovníka, mezitím byl v roce 1841 jmenován c. k. komořím. Od mládí trpěl špatným zdravím a například celý rok 1838 byl mimo aktivní službu.
Po odchodu z armády převzal správu rodinných statků, protože starší bratr Tassilo se nároků na dědictví vzdal. Rodový majetek byl značně zadlužen a György věnoval velké úsilí oživení hospodaření. Přes deset let žil zcela prostě v soukromí a podařilo se mu rodové finance stabilizovat. Zároveň se ale angažoval ve veřejném životě a v roce 1856 předložil vládě návrh na výstavbu železnice ze Šoproně do Nagykanizsa.
V roce 1861 byl jmenován dědičným členem uherské Sněmovny magnátů, mezitím se stal správcem župy Vas a v letech 1865–1867 byl vrchním županem v Zale, zasedal také ve správní radě Maďarské akademie věd. V Andrássyho vládě zastával v letech 1867–1871 funkci ministra a latere (jednalo se o zástupce uherské vlády ve Vídni). V roce 1870 byl jmenován c. k. tajným radou a od roku 1872 zastával čestnou funkci strážce uherské koruny (Sanctae Coronae Regni Hungariae Conservatores). Ze zdravotních důvodů odmítl v roce 1875 nabídku na funkci předsedy vlády. Nakonec byl v letech 1882–1883 nejvyšším hofmistrem Uherského království. Za zásluhy byl nositelem velkokříže Leopoldova řádu (1866) a velkokříže Řádu sv. Štěpána.
Zemřel ve Vídni, pohřben byl na hřbitově v Püspökmolnári, kde se nacházelo jedno z rodových sídel.

## Majetkové a rodinné poměry

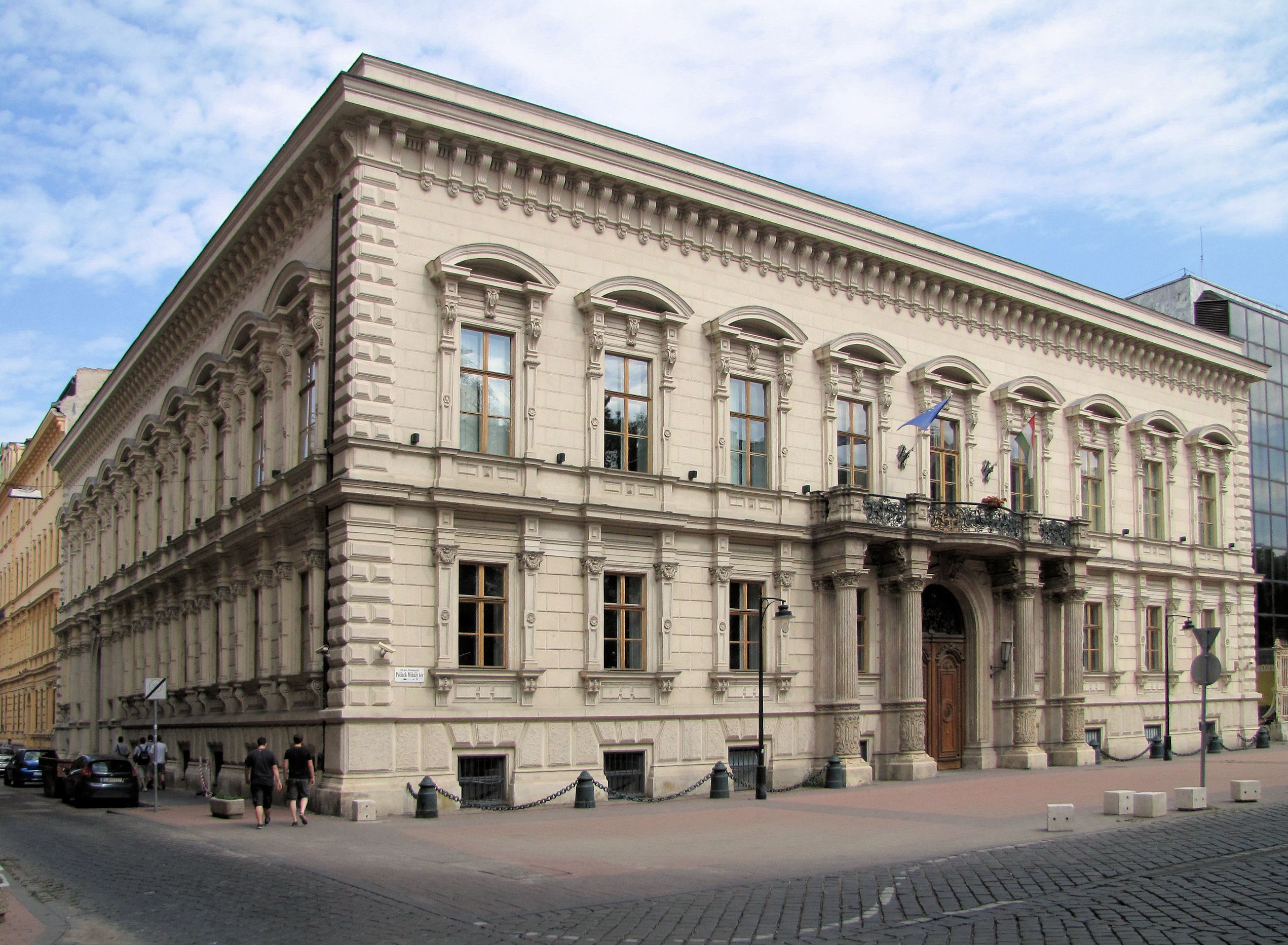
Palác Festeticsů v Budapešti

Po otci byl majitelem velkostatků v několika župách a patřil k nejbohatším uherským šlechticům. K jeho kmenovým majetkům patřil fideikomis Keszthely na břehu Balatonu, kde se věnoval rozvoji zemědělství. V mládí často pobýval na zámku Püspökmolnári poblíž Szombathely. Zámek nechal výrazně přestavět a byl také mecenášem zdejšího kostela sv. Tomáše. Navzdory úsporným opatřením nechal hned po otcově úmrtí v letech 1846–1849 přestavět zámek Berzence v jižním Maďarsku. Později žil také na zámku Čakovec v dnešním Chorvatsku. Pro trvalý pobyt ve Vídni nechal postavit palác v ulici Berggasse 16 (1858). Další palác nechal postavit v Budapešti v letech 1862–1865 (architekt Miklós Ybl).
V roce 1849 se v Šoproni oženil s hraběnkou Eugenií Erdödyovou (1826–1894), která byla později c. k. palácovou dámou a dámou Řádu hvězdového kříže. Z jejich manželství se narodily čtyři děti.
- 1. Tassilo (5. 5. 1850 Vídeň – 4. 5. 1933 Keszthely), nejvyšší hofmistr Uherského království v letech 1906 až 1918, roku 1911 povýšen na knížete, manž. 1880 Mary Victoria Douglas-Hamiltonová (11. 12. 1850 Hamilton – 14. 5. 1922 Budapešť)[12]

- 2. Jenö (13. 6. 1852 Vídeň – 5. 10. 1933 Mnichov), svobodný a bezdětný[13]

- 3. Georgina (1. 12. 1856 Šoproň – 30. 11. 1934 Opatija), manž. 1877 hrabě Oktavián Zdenko Kinský (4. 11. 1844 Vukovar – 5. 1. 1932 Opatija), majitel velkostatku Chlumec nad Cidlinou. Tito manželé zdědili panství Püspökmolnári a v roce 1925 prodali zdejší zámek, který byl krátce poté zbořen.[14]
- 4. Pál (13. 6. 1858 Vídeň – 8. 3. 1934 Šoproň), I. manž. 1882 Vilemína Freibeisz de Rajky (28. 7. 1852 Bruck an den Leitha – 10. 1. 1931 Vídeň),[15] II. manž. 1903 Alžběta Dessewffy de Csernek et Tarkeö (27. 6. 1862 Oros – 28. 10. 1934 Šoproň)[16]